# طيران كوريو

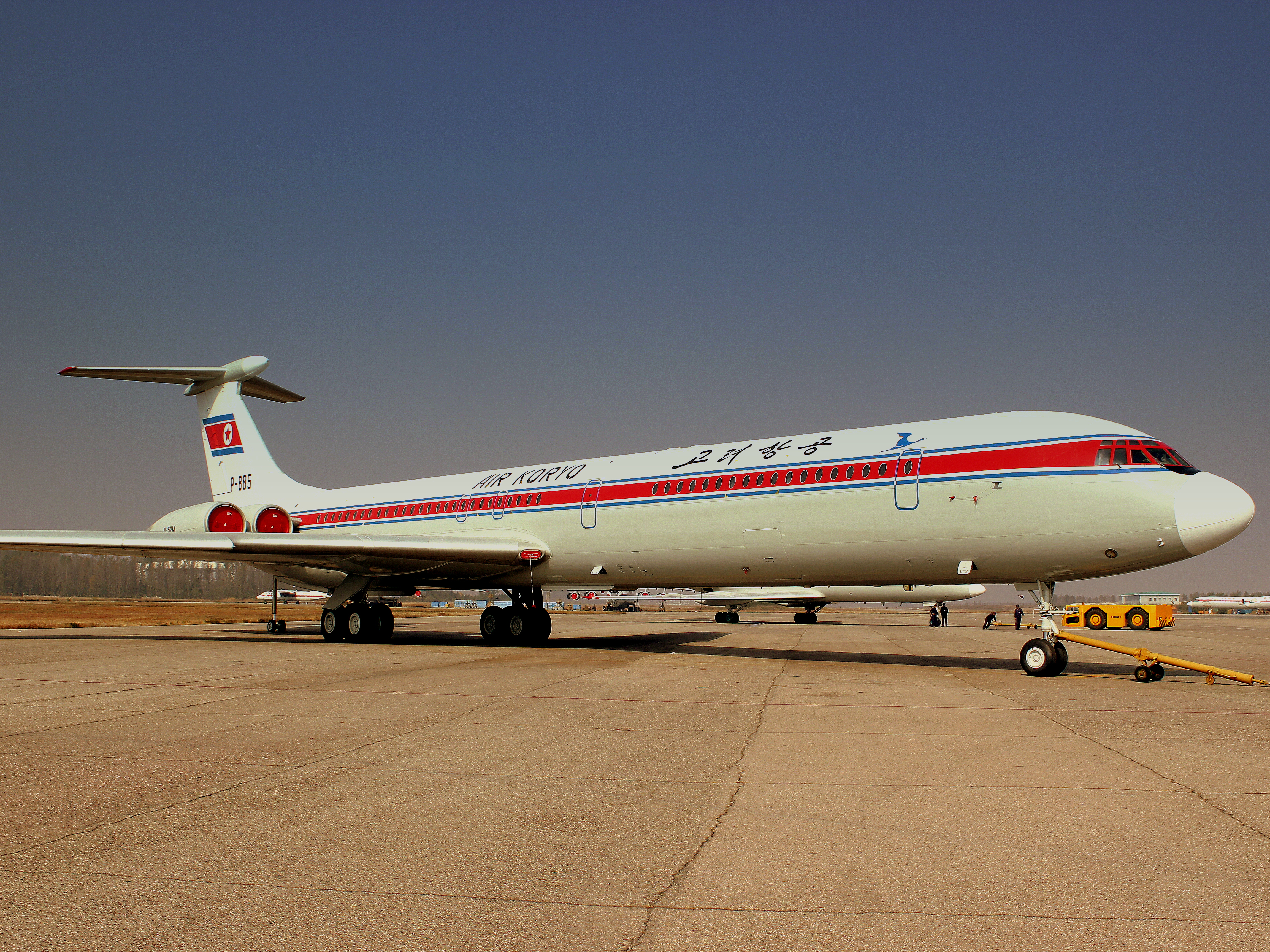
طائرة تابعة لأسطول طيران كوريو

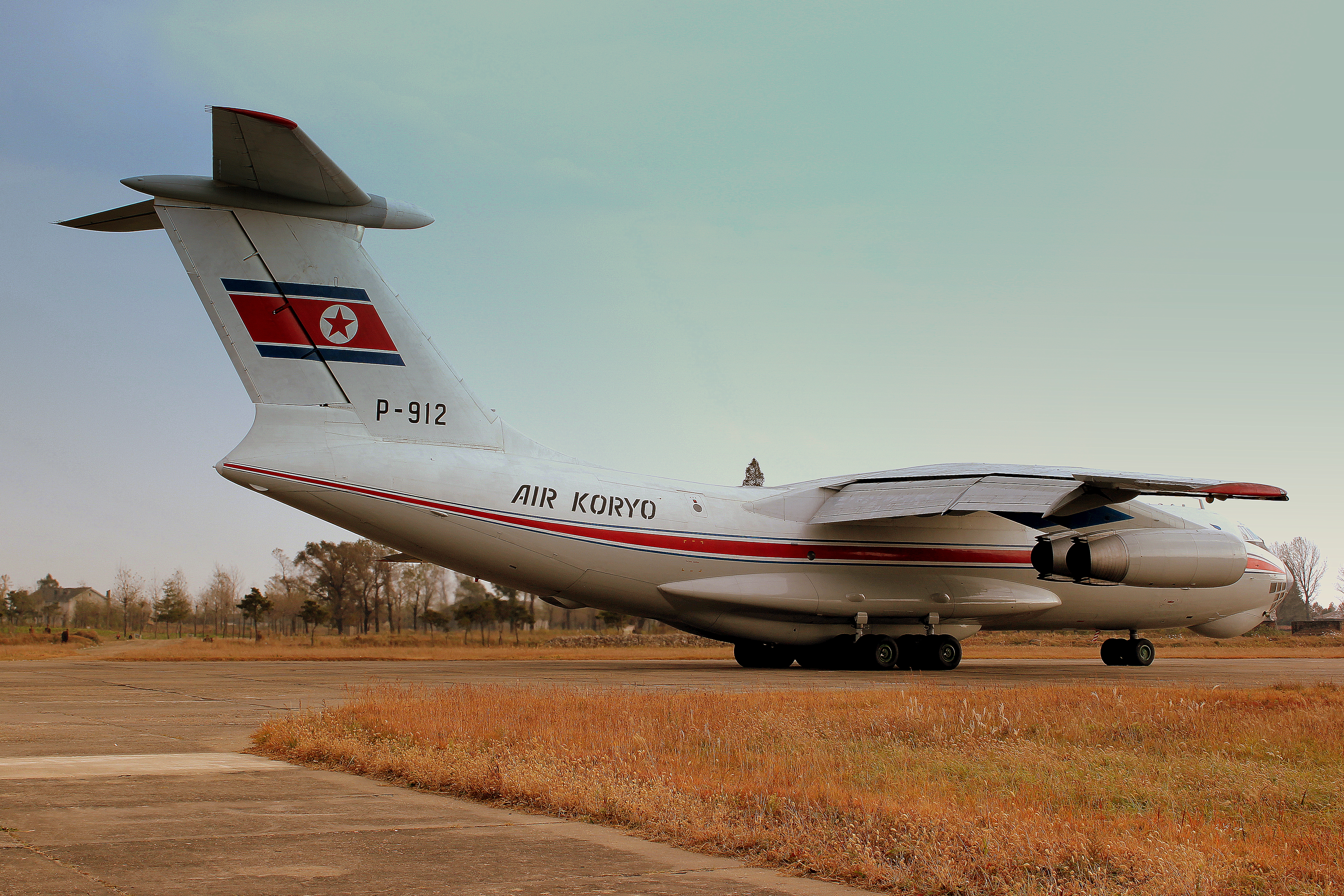
طائرة تابعة لأسطول طيران كوريو

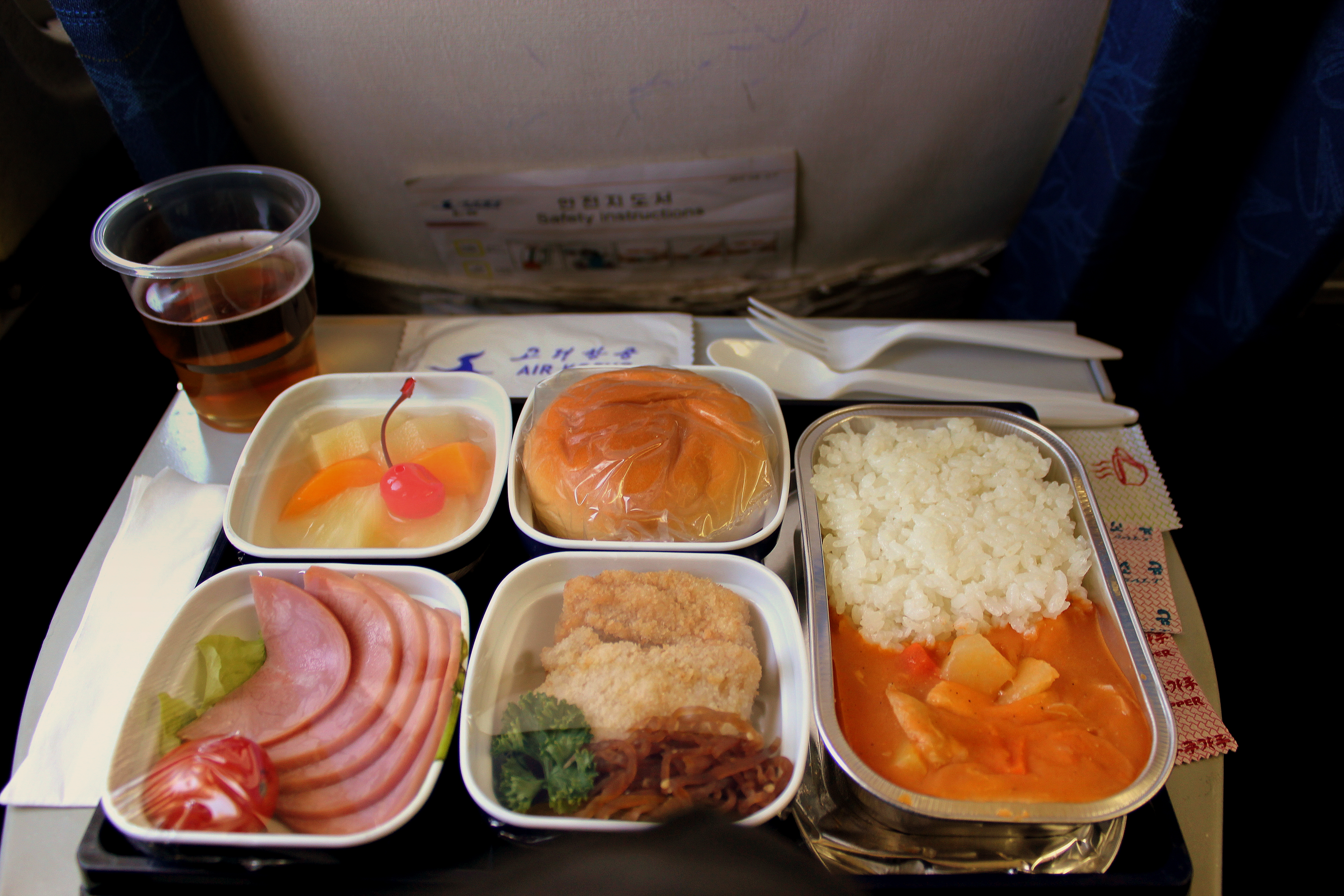
طبق من المأكولات المقدمة من إدارة الشركة

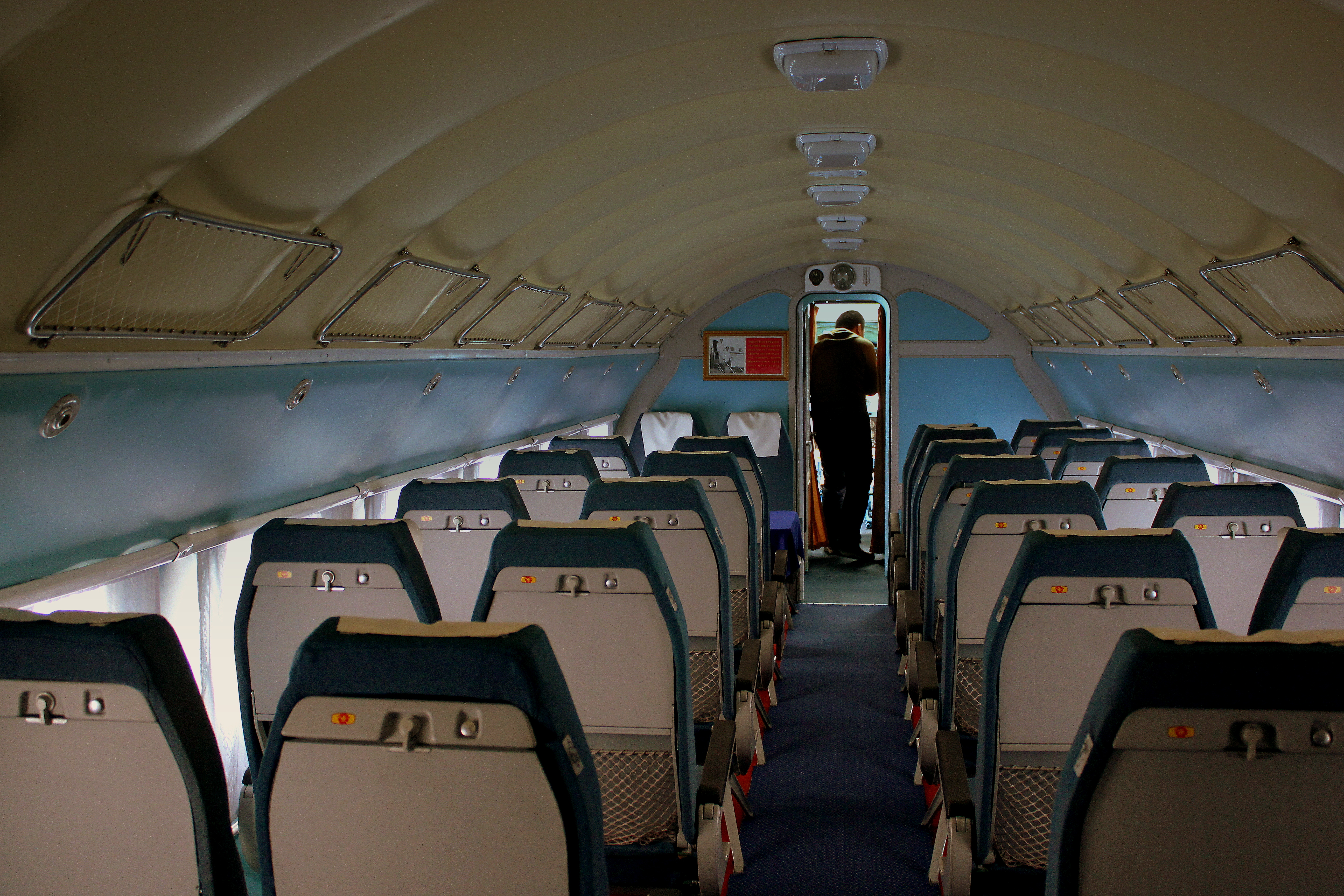
داخل أحد الطائرات التابعة للشركة

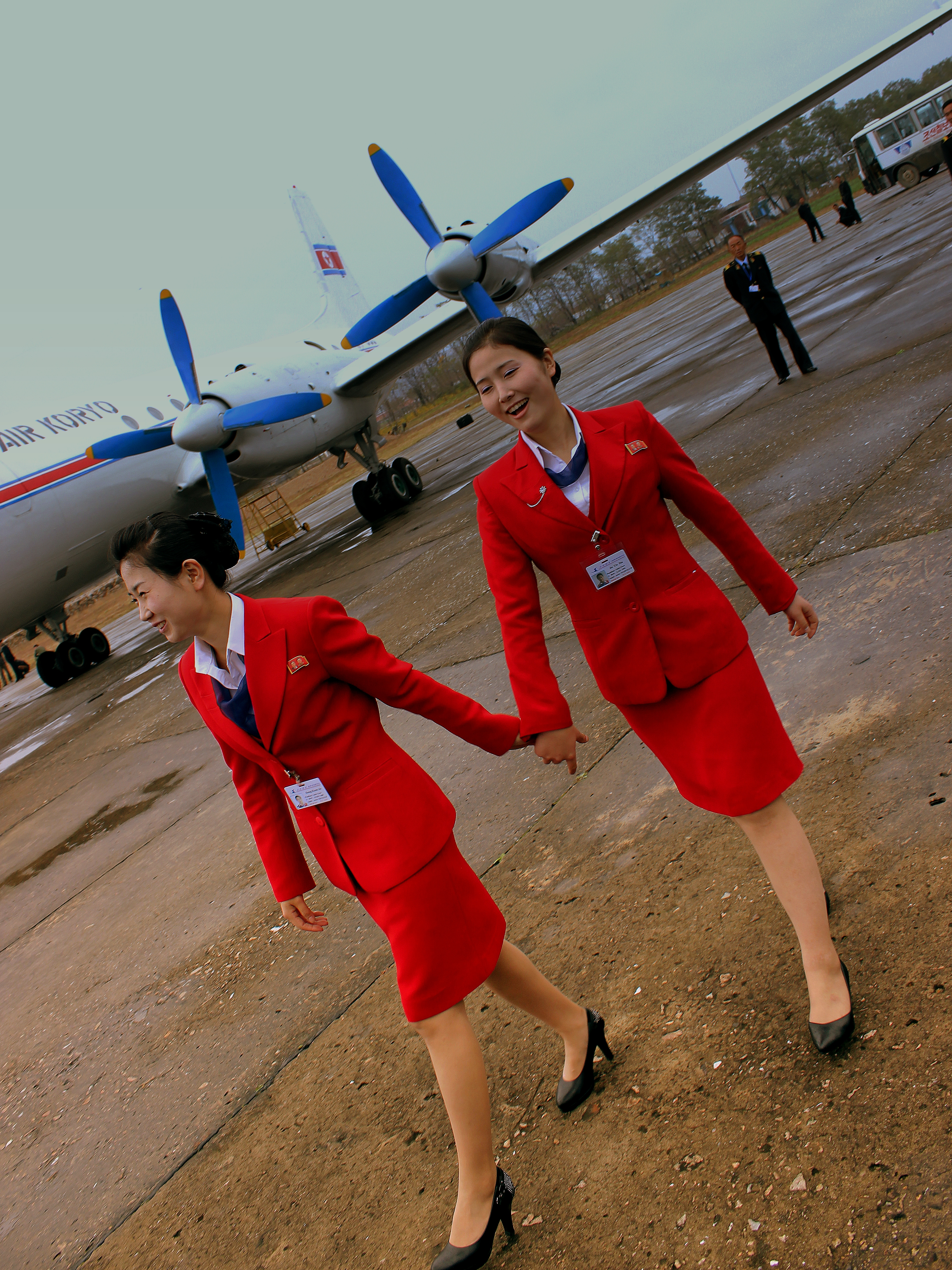
مضيفتين تابعتين للشركة

طيران كوريو (رمز إيكاو : KOR ؛ رمز إياتا : JS)، هي شركة طيران مملوكة للدولة في كوريا الشمالية، يقع مقرها الرئيسي في سونان غويك، بيونغ يانغ في مطار بيونغ يانغ الدولي، تشغل الشركة رحلات دولية مجدولة ومستأجرة إلى وجهات داخل آسيا بالإضافة إلى رحلات جوية نيابة عن حكومة كوريا الشمالية.
شركة طيران كوريو محظورة في كوريا الجنوبية بموجب قانون الأمن القومي للبلاد وتخضع لقيود بموجب الملحق (ب) من قائمة السلامة الجوية للاتحاد الأوروبي بسبب مخاوف تتعلق بالسلامة.

قامت الشركة برحلات جوية إلى الصين المجاورة لجمع الإمدادات المتعلقة بكوفيد-19. وعلى الرغم من تعليق الرحلات المجدولة بين عامي 2020 و2023، استؤنفت الخدمات مع استئناف الرحلات إلى بكين في 22 أغسطس 2023، تليها الرحلات إلى فلاديفوستوك في 25 أغسطس 2023.

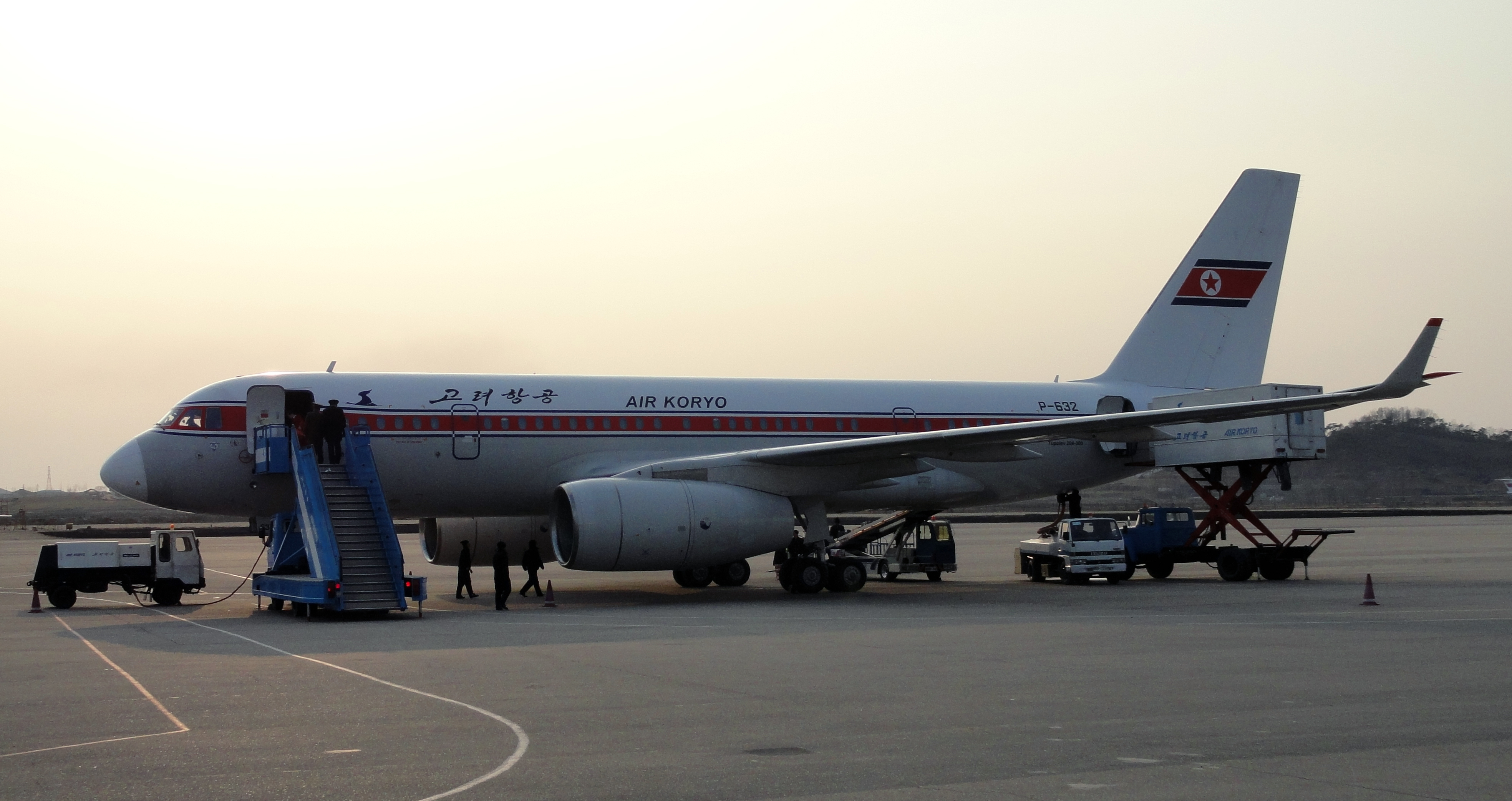
طائرة تابعة لأسطول طيران كوريو

## الوجهات
تشغل الشركة خدمات مجدولة فقط من بيونغيانغ إلى بكين وتشونغجين وماكاووسامجيون وشنيانغ وفلاديفوستوك ؛ وجهات إضافية غير مدرجة على موقع الويب الخاص بهم ولكن تظهر في مكان آخر كمواثيق أوخدمات تأجير موسمية مدرجة أيضًا.
منعت أوروبا كل أشكال الطيران على هذه الشركة في أجواء جميع دول الاتحاد الأوروبي في 2006 ولذلك ألغت هذه الشركة كل تعاملاتها ومشاريعها ودراساتها مع كل دول هذا الاتحاد. ولكن هذا الحظر يمثل حظرا جزئيا للطيران فوق أجواء أوروبا لأن الطائرات الحديثة للشركة يمكن أن تطير فوق دول الاتحاد الأوروبي. وبالنسبة للولايات المتحدة الأمريكية فهي لا تمنع طيران طائرات هذه الشركة فوق أجوائها.

منذ شهر أكتوبر 2012، سمحت الشركة للمسافرين بحجز التذاكر عبر الأنترنت، ولكن هذا يخص إلا مدن بيونغيانغ وبكين وشنيانغ وفلاديفوستوك.

## الأسطول
يتكون أسطول شركة طيران كوريواعتبارًا من فبراير 2018:[بحاجة لتحديث]
| أسطول كوريوالحالي | أسطول كوريوالحالي | أسطول كوريوالحالي | أسطول كوريوالحالي | أسطول كوريوالحالي | أسطول كوريوالحالي | أسطول كوريوالحالي                     | أسطول كوريوالحالي | أسطول كوريوالحالي |
| الطائرة           | في الخدمة         | مطلوبة            | الركاب            | الركاب            | الركاب            | ملاحظات                               |                   |                   |
| الطائرة           | في الخدمة         | مطلوبة            | رجال الأعمال      | السياحية          | المجموع           | ملاحظات                               |                   |                   |
| ----------------- | ----------------- | ----------------- | ----------------- | ----------------- | ----------------- | ------------------------------------- | ----------------- | ----------------- |
| أنتونوف أن-148    | 2                 | —                 | 8                 | 62                | 70                |                                       |                   |                   |
| أنتونوف أن-24     | 4                 | —                 | غير معروف         | غير معروف         | غير معروف         | آخر شركة طيران ركاب تُشغل هذه الطائرة. |                   |                   |
| إليوشن إي أل-18   | 1                 | —                 | غير معروف         | غير معروف         | غير معروف         | آخر شركة طيران ركاب تُشغل هذه الطائرة. |                   |                   |
| إليوشن إل-62      | 2                 | —                 | 12                | 178               | 190               | آخر شركة طيران ركاب تُشغل هذه الطائرة. |                   |                   |
| إليوشن إل-62      | 2                 | —                 | رجال الأعمال      | رجال الأعمال      | رجال الأعمال      | مملوكة لحكومة كوريا الشمالية          |                   |                   |
| توبوليف تي يو134  | 2                 | —                 | —                 | 76                | 76                | آخر شركة طيران ركاب تُشغل هذه الطائرة. |                   |                   |
| توبوليف تو154     | 4                 | —                 | 16                | 136               | 152               | آخر شركة طيران ركاب تُشغل هذه الطائرة. |                   |                   |
| توبوليف تي يو-204 | 1                 | —                 | 12                | 210               | 222               |                                       |                   |                   |
| توبوليف تي يو-204 | 1                 | —                 | 8                 | 136               | 142               |                                       |                   |                   |
| أسطول الشحن       |                   |                   |                   |                   |                   |                                       |                   |                   |
| إليوشن إي أل-76   | 3                 | —                 | شحن               | شحن               | شحن               |                                       |                   |                   |
| المجموع           | 22                | —                 |                   |                   |                   |                                       |                   |                   |

## حوادث
- في 30 يونيو 1979، تعرضت طائرة الخطوط الجوية الكورية من نوع توبوليف تو-154 بي لأضرار في معدات الهبوط والجناح في مطار بودابست فيريهيجي في المجر. أدرك الطيار عند الاقتراب النهائي من المدرج 31 أن الطائرة ستهبط قبل المكان المحدد فرفع مقدمة الطائرة للأعلى دون زيادة قدرة المحرك. أدت هذه المناورة إلى الإنهيار، أعقبه هبوط قوي أدى إلى تعطل جهاز الهبوط الأيمن وإلحاق أضرار هيكلية كبيرة بالجناح الأيمن عند اصطدامه بالأرض. لم تكن هناك وفيات، وتم إصلاح الطائرة P-551 لاحقًا وإعادتها إلى الخدمة.[22]
- في 1 يوليو 1983، تحطمت طائرة الخطوط الجوية الكورية من طراز إليوشن إيل-62 إم في رحلة ركاب دولية غير مجدولة من بيونغ يانغ كوريا الشمالية (مطار بيونغ يانغ سونان الدولي) إلى كوناكري، غينيا (مطار كوناكري الدولي) في جبال فوتا جالون في غينيا. قتل جميع الأشخاص الذين كانوا على متنها وعددهم 23 شخصًا وشطبت الطائرة.[23][24]
- في 15 أغسطس 2006، انحرفت طائرة من طراز توبوليف تو 154 تابعة لشركة أير كوريو على متن الرحلة JS152 عن المدرج أثناء هبوطها في مطار بكين الدولي. وبعد ذلك، تم إخراج الطائرة من الخدمة وتخزينها.[25] الجدير بالذكر، أنه في عام 1976، تعرضت هذه الطائرة نفسها لأضرار بعد اصطدامها بطائرة إيروفلوت تو-104 التي فقدت السيطرة وتحطمت أثناء الإقلاع.[26]
- في 22 يوليو 2016، هبطت طائرة تابعة لشركة طيران كوريو توبوليف تو-204-300، في رحلة من بكين إلى بيونغ يانغ، الرحلة رقم JS151، بشكل اضطراري في مطار شنيانغ الصيني بسبب تقارير عن وجود دخان في المقصورة وفتحت أقنعة الأكسجين.[27]

## روابط خارجية
- الموقع الرسمي لطيران كوريو